# Kanton Montmirail (Marne)
Kanton Montmirail (fr. Canton de Montmirail) byl francouzský kanton v departementu Marne v regionu Champagne-Ardenne. Tvořilo ho 19 obcí. Zrušen byl po reformě kantonů 2014.

## Obce kantonu
- Bergères-sous-Montmirail
- Boissy-le-Repos
- Charleville
- Corfélix
- Corrobert
- Fromentières
- Le Gault-Soigny
- Janvilliers
- Mécringes
- Montmirail
- Morsains
- Rieux
- Soizy-aux-Bois
- Le Thoult-Trosnay
- Tréfols
- Vauchamps
- Verdon
- Le Vézier
- La Villeneuve-lès-Charleville